# Urna eletrônica (Argentina)

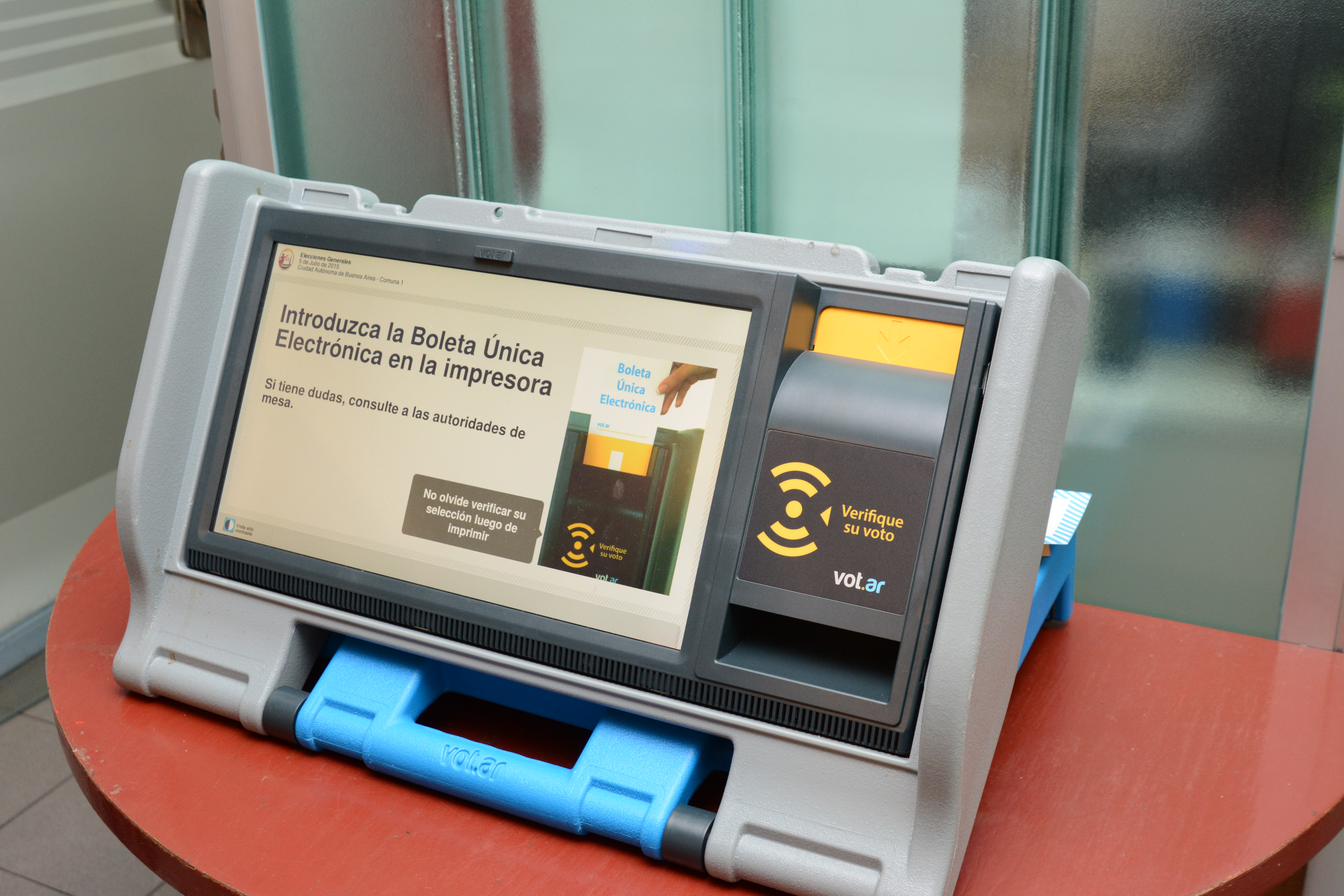
Uma urna eletrônica Argentina com sua distinta cédula VVPAT com chipe RFDI para autenticação de dois fatores.

Na Argentina, a urna eletrônica utiliza-se de um sistema de votação eletrônica chamado Vot.Ar, oficialmente o Sistema de Boleta Única Electrónica.
Tem sido usado nas eleições da província de Salta, na Argentina, desde 2009, por iniciativa do então governador Juan Manuel Urtubey. O sistema de Salta, desenvolvido pelo Grupo MSA - Magic Software Argentina S.A., foi usado posteriormente nas eleições de 2014 no Equador e em 2015 nas eleições para prefeito da cidade autônoma de Buenos Aires, e em 2017 foi usado nas eleições primárias na província de Chaco.
Esse sistema utiliza computadores para facilitar o ato eleitoral (tanto a impressão e o registro dos dados na cédula eletrônica quanto a apuração dos votos), pois isso é armazenado nas cédulas, tanto na forma impressa quanto em um indentificador radiofrequência que elas contêm, no momento da apuração dos votos, as informações do chip são lidas e, se não estiverem acessíveis, são consideradas “Voto não lido por motivos técnicos”.
Embora tanto os promotores do sistema quanto os governos que o adquiriram afirmem que ele não deve ser confundido com a votação eletrônica, para vários críticos, o sistema de votação constitui um sistema de votação eletrônica porque requer o uso de computadores:
- O argumento daqueles que afirmam que esse não é o caso é que os computadores usados não funcionam como uma urna eletrônica, e a validade do ato é baseada nas cédulas, que contêm o voto impresso para controle do eleitor. O ato é sempre transparente e pode ser controlado por uma pessoa sem conhecimento específico.[3]
- Enquanto aqueles que o consideram um sistema de votação eletrônica afirmam que, embora não consista em um sistema de registro direto, ao usar computadores ele se enquadra na categoria de votação eletrônica. Ao mesmo tempo, eles criticam a mudança de nome como uma estratégia legal[4] e afirmam que a empresa que fabrica o sistema e o próprio governo o chamaram de votação eletrônica. O governo também o chamou de voto eletrônico.[5][6]

Também é digno de nota o fato de que a patente obtida pela empresa para esse sistema leva o título “Método de votação eletrônica”, e toda a sua publicidade antes de janeiro de 2015 se referia ao sistema como “votação eletrônica” (até mesmo as cédulas traziam essa legenda).
Nas oito eleições realizadas na Província de Salta, não foi encontrada nenhuma diferença entre o escrutínio provisório (contagem de chipes) e o escrutínio definitivo. Foi dito que esse sistema, desenvolvido especialmente para a Argentina, evita casos típicos de fraude eleitoral, facilita a fiscalização, dá maior velocidade e transparência ao ato eleitoral, beneficia os partidos minoritários e dá velocidade à contagem de votos, que pode ser realizada em poucas horas.

## Descrição

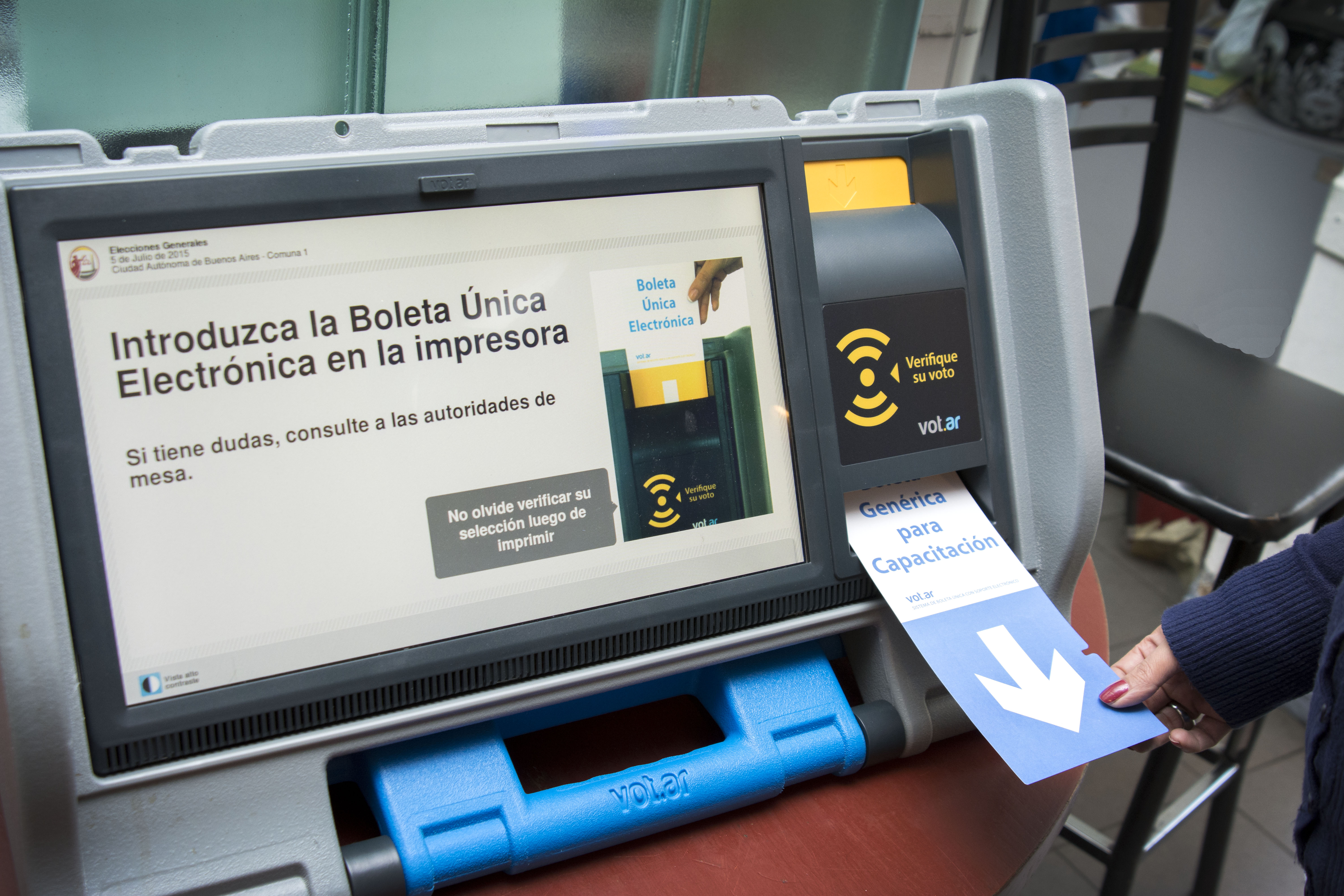
Impressão da cédula eleitoral.

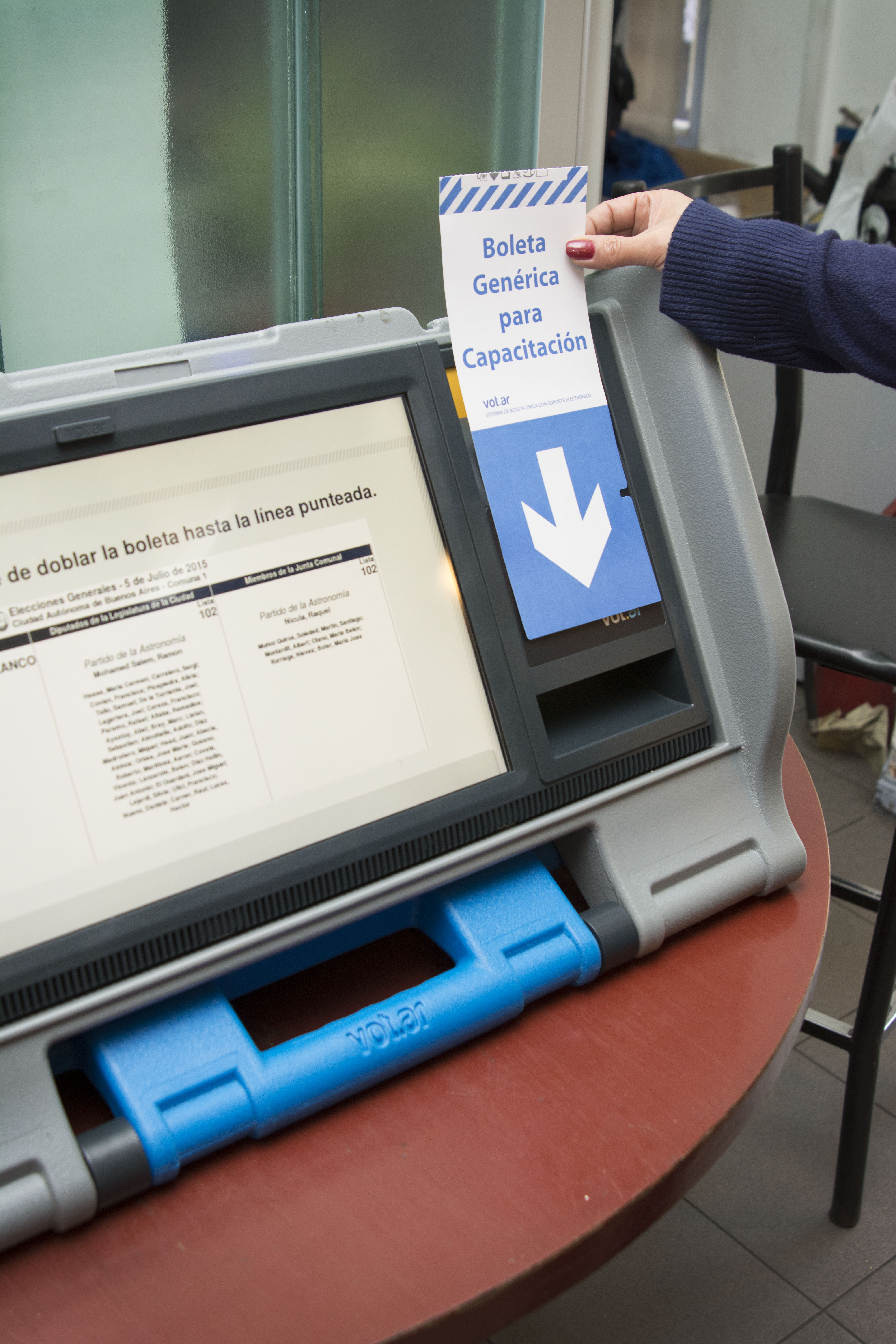
O eleitor pode verificar se seu voto foi registrado no chipe corretamente usando o leitor.

### Ato eleitoral[10][11][12][13]
- O eleitor vai até a seção eleitoral onde está registrado e recebe uma cédula eletrônica com um chipe RFID da autoridade da seção eleitoral. A cédula tem um código exclusivo impresso em uma extremidade com uma matriz no meio. Ela é cortada na frente do eleitor para evitar a troca da cédula.

- O eleitor insere a cédula no computador de votação. A cédula está sempre parcialmente visível para o eleitor.

- O computador exibe as opções de voto, que o eleitor seleciona. O eleitor também pode optar por votar em branco. Se o eleitor for deficiente visual, um fone de ouvido poderá ser usado para orientar o voto.

- Uma vez escolhida a opção, o voto é impresso na cédula e armazenado no chip RFID da cédula. O eleitor pode e deve verificar se seu voto foi impresso corretamente e, em seguida, passar o chip por um leitor de computador para verificar se foi armazenado corretamente. Se, depois de votar, o eleitor se arrepender, ele poderá rasgar a cédula.

- Uma vez que o voto desejado tenha sido dado e verificado pelo eleitor, a autoridade da seção eleitoral verifica se a cédula não foi substituída por outra, observando o corte, e a cédula é inserida na urna.

- É necessário esclarecer que as opções de candidatos que aparecem na tela mudam de lugar cada vez que o eleitor muda. Isso ocorre por dois motivos:
  1. Para que não se saiba em quem o eleitor votou olhando para onde ele clicou na tela;
  2. Para não favorecer naturalmente o candidato localizado no canto superior direito.

### Autoridades de mesa e contagem de votos
Antes da eleição, as autoridades das seções eleitorais são encarregadas de instalar em seus computadores um CD ou DVD que o Tribunal Eleitoral lhes forneceu previamente, contendo as listas de candidatos a serem selecionados. Após o término da eleição, eles realizam um escrutínio provisório na seção eleitoral usando os chips das cédulas eletrônicas.
Esse procedimento gera um maior conhecimento dos promotores e cidadãos, o que é criticado por especialistas em informática, pois reduz o procedimento de auditoria eleitoral a uma elite.

#### Contagem de votos provisória
Para iniciar esse escrutínio, as autoridades da seção eleitoral, na presença dos supervisores da seção eleitoral, elaboram em um dos computadores um relatório do fechamento da seção eleitoral. O preenchimento desse relatório, usando uma cédula com um chip especial, coloca o computador em “modo de contagem”.
É necessário esclarecer que qualquer computador pode ser usado, seja o usado na tabela, seja o de qualquer outra tabela, pois, como eles têm um sistema de memória não volátil, não armazenam informações.
Uma vez no sistema de contagem, as cédulas passam uma a uma pela leitora, e o computador conta os votos nos chips. Os promotores podem verificar se os votos contados pelo computador com os chips coincidem com o que está impresso nas próprias cédulas.
Quando a contagem é concluída na mesa, uma cédula com um código QR é impressa e transmitida de outro terminal para o centro de contagem.
Esse escrutínio termina em cerca de 2 horas.

#### Contagem de votos definitiva
Após a conclusão da contagem provisória, o Tribunal Eleitoral é responsável pela contagem definitiva dos votos. Esse escrutínio consiste em uma contagem manual das cédulas de papel na presença dos monitores dos partidos. Primeiro, ela é realizada em 5% das seções eleitorais, o que leva cerca de 24 horas, os resultados são publicados e, depois, nos 95% restantes, o que leva cerca de uma semana e serve para garantir a transparência e a segurança da contagem eletrônica.
Nas oito eleições realizadas na província de Salta, a margem de erro entre a contagem provisória e a contagem final foi de 0%, em contraste com os resultados na CABA, que mostraram um número de “votos não lidos devido a falhas técnicas” superior a essa porcentagem.

## Argumentos a favor de sua implementação
O sistema de Cédula Única Eletrônica tem certas características, de acordo com seu fabricante e com os governos que o adotaram, afirmando que elas são derivadas do sistema de votação tradicional, combinadas com suporte tecnológico.
Isso inclui:
- Voto secreto: las máquinas no guardan ningún tipo de información, por lo tanto cumple con los mismos requisitos que el voto tradicional.[21]

- Verificação do voto pelo eleitor: o eleitor verifica se o voto emitido é aquele que ele selecionou, tanto física quanto eletronicamente, passando o chip pela leitora. Se não for, é dever do eleitor informar o fato imediatamente.[22]

- O sistema evita vários tipos de fraude eleitoral, como “voto de formiga” ou “voto em cadeia”, pois as cédulas são únicas e são impressas no momento da votação, não podendo ser distribuídas com antecedência.[21]

- Não pode haver falta de cédulas porque a cédula é impressa com a seleção no computador. Isso também torna as eleições mais econômicas para os partidos. Esse também é o caso dos partidos.[23]

- Evita que as folhas de registro sejam preenchidas com erros.[24]

- Isso não dá margem a uma interpretação sobre a invalidade ou não do voto. O voto não é uma nulidade.[25]

- Ele acelera a contagem provisória, que pode ser conhecida em poucas horas, e evita a compilação de contagens errôneas. A contagem provisória pode ser realizada em poucas horas.[26]

- Quando a seção eleitoral tem duas máquinas para a mesma seção eleitoral, o processo de votação é simplificado, pois dois eleitores podem votar simultaneamente sem longas filas de eleitores esperando sua vez. No caso de uma seção eleitoral que tem duas máquinas para a mesma seção eleitoral, o processo de votação é simplificado, pois dois eleitores podem votar simultaneamente sem longas filas de eleitores esperando sua vez.[26]

- É acessível a pessoas com deficiência visual, pois tem um sistema de audição com fones de ouvido para que elas possam votar.

- Recuperação de votos em caso de contingência do equipamento: “como os computadores não armazenam nenhuma informação”, as informações são armazenadas nas cédulas. Portanto, a contingência ou o mau funcionamento do computador não afeta a eleição de forma alguma. O computador pode ser facilmente substituído por outro e a eleição pode continuar. A eleição pode ser realizada da mesma forma que a cédula.[27]

- É um sistema ecologicamente correto, pois reduz o uso de papel.[28]

## Críticas ao sistema
Após a eleição de 12 de abril na província de Salta, a ONG Poder Ciudadano formulou uma série de críticas e recomendações ao sistema.
- Desconfiança sobre o código-fonte que não é público. Devido à falta de conhecimento do código-fonte, cresceu a suspeita de que a votação poderia ser modificada com um smartphone. Com base nessa crítica, embora tenha sido realizada uma auditoria multipartidária do código-fonte, concluiu-se que é impossível modificar o voto com um smartphone.[30]

- Perda de privacidade dos eleitores com dificuldades para usar o sistema porque precisam de assistência e treinamento. É necessária uma mudança cultural gradual para que algumas pessoas aprendam a usar o sistema.

- A possibilidade de que as cédulas possam ter impressões ocultas, mesmo no corte fornecido à autoridade da seção eleitoral.[31]

- As cédulas têm um número de identificação exclusivo gravado no chipe RFID. Esse número não pode ser apagado ou alterado, portanto as cédulas são numeradas. Geralmente, elas são distribuídas sequencialmente pelas autoridades da seção eleitoral, a menos que o eleitor peça explicitamente outra.

- O voto pode ser lido com um telefone celular, o que permitiria novos métodos de compra de votos verificados por telefone celular.

Com relação ao PASO acima mencionado, a Frente de Oposição, Romero-Olmedo, declarou publicamente que houve irregularidades técnicas atribuíveis à empresa MSA, a empresa que prestava o serviço, e mencionou a interrupção na publicação dos resultados eleitorais, além do “número de máquinas que foram trocadas”, mas não pediu que as eleições fossem contestadas.
Entre eles, destacam-se:
- Cerca de 20% dos computadores estão com defeito. Apesar do mau funcionamento, as eleições não perdem a validade porque as informações não são armazenadas. Na CABA, quando essas máquinas falharam, os votos com as máquinas tiveram que ser transportados de táxi até a Assembleia Legislativa para concluir a contagem.

- Casos em que os votos impressos eram diferentes dos votos emitidos. Tais alegações fariam com que a tabela fosse imediatamente contestada de acordo com as leis eleitorais provinciais. Nenhuma foi verificada até o momento.

## Parecer da Câmara Eleitoral Nacional Argentina
Por meio da Acordada 100/2015, a Câmara Nacional Eleitoral da Argentina expressou sua discordância com soluções tecnológicas como o BUE, sob o argumento de que isso gera uma dependência do Estado em relação a uma empresa privada, tirando a soberania política. Para isso, citou como referência os casos da Alemanha, Áustria e Holanda.
Ele também pediu o uso do sistema de Cédula Única de Papel, citando o uso desse sistema por pessoas privadas de liberdade e eleitores que vivem no exterior.

## Descrição do Equipamento
Os computadores têm um sistema de memória volátil, o que significa que, quando a energia é cortada, as informações que eles contêm são excluídas: como o equipamento tem uma bateria de 12 horas, ele pode armazenar na memória volátil por esse tempo (ou mais, dependendo do consumo do equipamento). O fato de ter memória (mesmo que seja RAM) significa que o equipamento não é válido de acordo com as disposições do decreto regulamentar da lei da urna eletrônica única.
As únicas informações armazenadas nas máquinas são as cédulas disponíveis, que são carregadas pelas autoridades da seção eleitoral com um CD fornecido a elas no início da eleição.
O equipamento utiliza a distribuição Linux Ubuntu como sistema operacional e o software do sistema, denominado “Vot.Ar”, foi desenvolvido com as linguagens Python e Javascript pela empresa MSA.

## Divulgação do código-fonte e problemas de segurança
A divulgação do código não é necessariamente algo ruim, pois permite a auditoria pública, mas, nesse caso, não foi feita pela própria empresa, mas por usuários desconhecidos na Internet.
Em 26 de junho de 2015, o vazamento dos certificados SSL que enviam as informações de dados provisórios foi tornado público: essas informações foram comunicadas à empresa que fornece o serviço por um programador que, em 3 de junho de 2015, sofreu uma invasão em sua casa, o que mais tarde seria repudiado pela Fundação Vía Libre, ao ser criticado por Jorge Lanata no programa Periodismo Para Todos, onde ele fez uma comparação entre um “hacker de boa-fé” e um jornalista.
Em 3 de julho de 2015, foi relatada a possibilidade de emitir vários votos com a mesma cédula (a vulnerabilidade foi chamada de MultiVoto), esse problema foi documentado. A empresa que implementou a plataforma usada na votação declarou que, como não há sala fechada, essa alteração seria quase impossível de ser implementada, porque a votação é feita à vista das autoridades da seção eleitoral e o eleitor pode verificar se o que está registrado digitalmente corresponde ao que está impresso na cédula e, ao contar os votos, os funcionários da seção eleitoral podem verificar, um a um, se os votos no papel correspondem aos registrados digitalmente. Após o encerramento da votação, o presidente da mesa abre a urna e verifica se as cédulas eletrônicas correspondem ao número de eleitores que compareceram. Todos os membros da seção eleitoral poderão verificar se o que a máquina lê corresponde ao que está impresso na cédula. O presidente da seção eleitoral abre a urna e verifica se as cédulas eletrônicas correspondem ao número de eleitores que compareceram à seção eleitoral.

## História na Argentina
O sistema de votação eletrônica foi testado e implementado pela primeira vez na província de Salta durante o governo de Juan Manuel Urtubey. A primeira experiência foi em 2009, com 12.661 eleitores.
De acordo com a ONG Cippec (Centro de Implementación de Políticas Públicas para la Equidad y el Crecimiento), 95% da população de Salta considera o sistema fácil de usar. No caso do uso do sistema, ele não é fácil de usar.
Em abril de 2011, 33% das seções eleitorais para a eleição governamental de Salta usaram esse sistema.
Com base nas experiências e testes, a Lei 7730, que regulamenta a implementação do sistema de Cédula Única Eletrônica, foi aprovada na Província de Salta em 2012.
Assim, nas eleições de 6 de outubro de 2013, 10 de novembro de 2013 e 12 de abril de 2015 na província de Salta, 100% da lista eleitoral votou usando esse sistema.
Com base na experiência de Salta, a cidade autônoma de Buenos Aires implementou o sistema nas eleições de julho de 2015 para Chefe de Governo.
A falta de treinamento da população para usar esse sistema também foi criticada, especialmente na cidade de Buenos Aires, onde ele nunca havia sido usado antes. Uma semana antes das eleições gerais, foi detectado um vazamento nos certificados SSL dos terminais que enviam os dados de escrutínio para o centro de computação, bem como uma deficiência nos servidores que dependem da empresa MSA, contratada pelo governo de Buenos Aires. Na véspera das eleições, membros da Polícia Metropolitana invadiram a casa de Joaquín Sorianello, o técnico de informática que havia detectado e denunciado publicamente as múltiplas falhas no sistema de envio de dados da votação eletrônica, o que ele considerou como “uma repressão”. No final, os tribunais decidiram a favor de Sorianello, e ele foi absolvido pela decisão do juiz, que especificou que as ações do técnico haviam contribuído para a segurança do sistema por meio de hacking ético.
Outras irregularidades também foram descobertas, relatadas pela fundação Vía Libre, entre outras. Na comuna 14, que abrange o bairro de Palermo, houve mais votos do que eleitores; na comuna 14, há uma diferença de várias centenas de votos e pessoas. Beatriz Busaniche, da Fundación Vía Libre, disse que “todas as salvaguardas institucionais falharam” na implementação, denunciando suspeitas de fraude generalizada. Foi relatado que Rodríguez Larreta não tinha informações às 21 horas, quando se proclamou vencedor das eleições, pois havia mais de 500 seções eleitorais que não foram carregadas até as primeiras horas da manhã. Na Comuna 13, foi detectado que havia 30.000 votos restantes. Posteriormente, foi explicado que, quando carregaram os dados, cometeram um erro com os totais dos eleitores; foi relatado que havia 20 pontos entre o primeiro candidato e o outro, e depois uma diferença de um ponto. Na Comuna 13, foi detectado que havia 30.000 votos restantes.
Delia Ferreira (presidente da Transparência Internacional) declarou que a mudança de nome do sistema, de “Voto Eletrônico” no início de 2008 para “Cédula Única Eletrônica” em 2014, foi feita principalmente para evitar uma votação na Legislatura da Cidade de Buenos Aires, pois ao mudar a terminologia o governo de Cambiemos pôde implementar o sistema evitando controles estatais adicionais. A mudança de nome do sistema, de “Voto Eletrônico” para “Cédula Única Eletrônica” em 2014, foi feita principalmente para evitar uma votação na Legislatura da Cidade de Buenos Aires, pois ao mudar a terminologia o governo de Cambiemos pôde implementar o sistema evitando controles estatais adicionais.

## Outras implementações de sistema
O sistema foi usado nas eleições da assembleia especial do Club Universitario de Buenos Aires, realizada em 5 de novembro de 2018, na qual foi decidido modificar o estatuto que atualmente permite que as mulheres sejam membros ativos, desfrutando dos mesmos direitos que os membros masculinos.
Foi usado anteriormente em nove edições dos Prêmios Martín Fierro (2004-2012) e em várias eleições de associações profissionais, sindicatos, centros e comissões de bairro, entre outros. Também foi usado nas eleições dos Prêmios Martín Fierro (2004-2012) e em várias eleições de associações profissionais, sindicatos, centros e comissões de bairro, entre outros.

## Ligações externos
- Simulador de votação eletrônica da Província de Salta.

- Site oficial do sistema Vot.ar
- Vídeo explicativo do sistema